# Jean-Pierre Blanchard

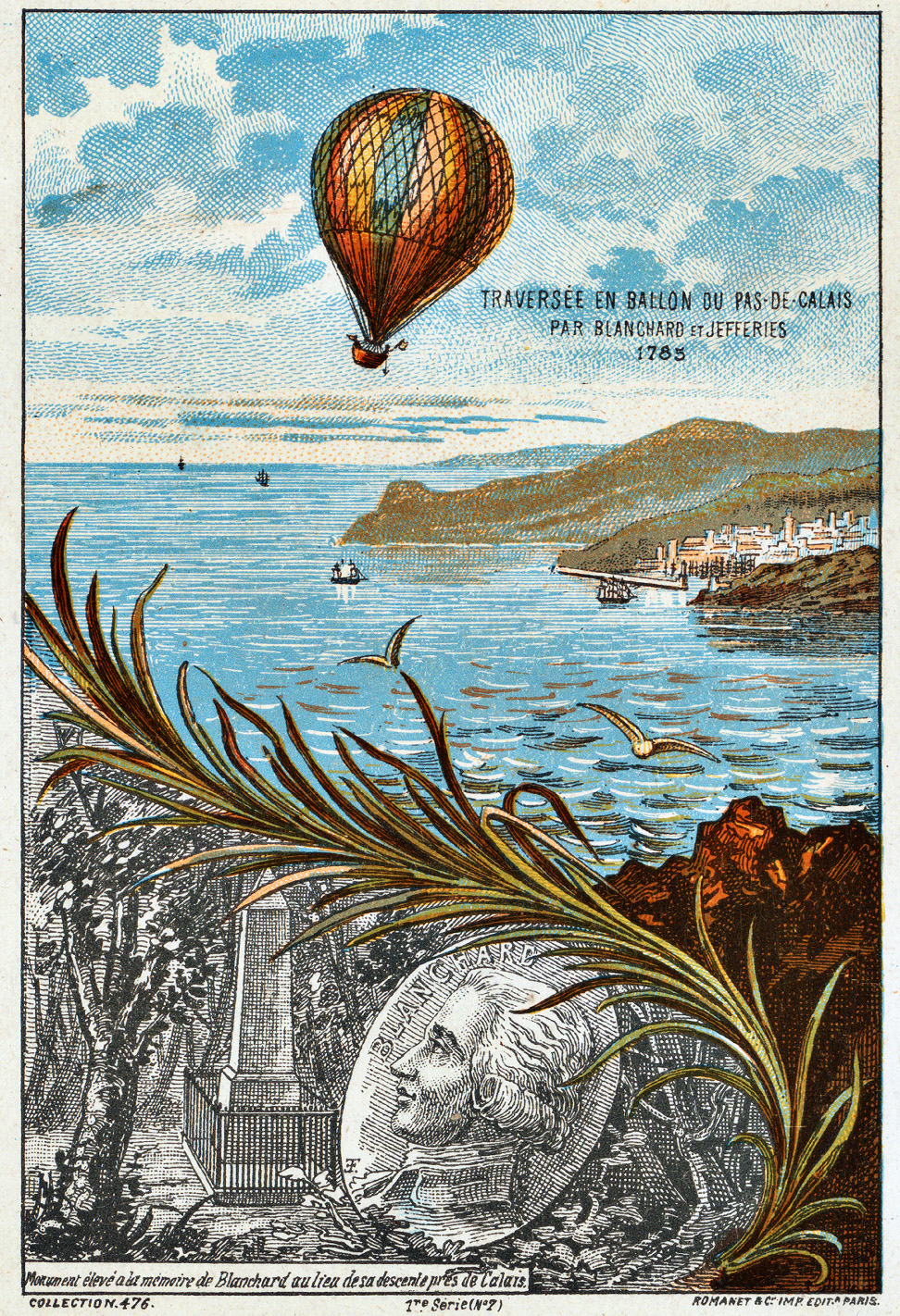
Ngày 7 tháng 1 năm 1785, Jean-Pierre Blanchard và nhà khí tượng học người Hoa Kỳ là John Jeffries bay qua eo biển Anh.

Jean-Pierre Blanchard (ngày 04 tháng 7 năm 1753 - 07 Tháng 3 năm 1809), hay còn gọi là Jean Pierre François Blanchard, là một nhà phát minh người Pháp, được người ta nhớ đến như là một nhà tiên phong trong ngành hàng không và khí cầu.
19 tháng 9 năm 1784, Jean-Pierre Blanchard trang bị một động cơ cánh quạt sức người trên một khí cầu, đây là bản ghi đầu tiên về những phương tiện tạo chuyển động được mang ở trên cao.
Ngày 7 tháng 1 năm 1785, Jean-Pierre Blanchard và nhà khí tượng học người Hoa Kỳ là John Jeffries bay qua kênh Anh từ Dover đến Guînes trên một khí cầu.
Năm 1793, Jean-Pierre Blanchard thực hiện chuyến bay bằng khí cầu đầu tiên tại Hoa Kỳ.